# Dorieu de Rodes
Dorieu (grec antic: Δωριεύς, Dorieus) fou un atleta i militar de l'antiga Grècia pertanyent a la família heraclida dels eràtides de Ialisos (Rodes). Va ser guanyador al pancraci a les olimpíades 87, 88 i 89 (432 aC, 428 aC i 424 aC); va guanyar set triomfs als jocs nemeus i vuit als jocs ístmics.
La seva família fou desterrada de Rodes pels atenesos, i van refugiar-se a Turis. Després de la derrota atenesa a l'expedició de Siracusa (413 aC), va dirigir una flota de trenta vaixells en suport d'Esparta a Grècia i va arribar a Cnidos l'hivern del 412 aC.
Va participar en la revolució oligàrquica de Rodes que es va produir aquell hivern en què la família dels eràtides fou restaurada en el poder (411 aC). A l'estiu del 411 aC era a Milet on va defensar a Astíloc contra peticions dels seus homes, que es van amotinar i es va salvar al refugiar-se en un altar.
Quan l'almirall espartà Míndar va sortir cap a l'Hel·lespont, fou enviat amb una flota de 20 vaixells cap a Rodes per aplanar el moviment democràtic. Poc després de la batalla de Cinossema se'n va anar a l'Hel·lespont per unir-se a la resta de la flota espartana, quan ja només li restaven 14 vaixells, i pel camí fou atacat per una flota atenenca de 20 vaixells, i va haver de recular cap a Retèon, on es va mantenir fins que Mindar va arribar per ajudar-lo; la batalla naval que va seguir es va decidir en favor dels atenencs per l'arriba de reforços atenencs sota comandament d'Alcibíades. A final del 407 aC fou capturat (amb dos vaixells) pels atenencs, i enviat a Atenes. La població, impressionat per la seva bellesa i força atlètica el van indultar contra el pagament d'una multa. Més tard, quan Rodes va aliar-se amb Atenes, fou capturat i executat pels espartans.